# Lazarus Long
Lazarus Long è un personaggio immaginario descritto in alcuni romanzi di fantascienza da Robert A. Heinlein.
Nato nel 1912 nella terza generazione di un esperimento di selezione genealogica gestito dalla Ira Howard Foundation, Lazarus (nato con il nome di Woodrow Wilson Smith) è estremamente longevo, vivendo ben più di duemila anni, con l'aiuto di occasionali trattamenti di ringiovanimento.
Heinlein ha modellato il personaggio di Long sullo scrittore di fantascienza Edward E. Smith, mescolato con il personaggio di Giles Habibula ideato da Jack Williamson.
Lazarus compare nei seguenti romanzi:
- I figli di Matusalemme (Methuselah's Children, 1941)
- Lazarus Long l'immortale (Time Enough For Love, 1973)
- Il numero della bestia (The Number of the Beast, 1980)
- Il gatto che attraversa i muri (The Cat Who Walks Through Walls, 1985)
- Oltre il tramonto (To Sail Beyond the Sunset, 1987)

The Notebooks of Lazarus Long (I taccuini di Lazarus Long), un libro contenente aforismi del personaggio Lazarus Long in gran parte tratti da Time Enough for Love, è stato pubblicato nel 1978.